# Валкеакоски
Ва́лкеакоски (фин. Valkeakoski) — город на юго-западе центральной части Финляндии, в провинции Пирканмаа. Расположен в 35 км к югу от Тампере 145 км к северо-востоку от Турку и в 145 км к северо-западу от Хельсинки. Площадь муниципалитета составляет 372,04 км², из которых водная поверхность составляет 100,06 км².

## Население
Население по данным на 2012 год составляет 21 043 человека. Плотность населения — 77,37 чел/км². Официальный язык — финский, родной для 98,1 % населения муниципалитета. 0,2 % населения считает родным шведский язык и 1,6 % — другие языки. Доля лиц в возрасте младше 15 лет составляет 16 %; доля лиц старше 65 лет — 19,6 %.

## Известные уроженцы и жители
- Йоэнсуу, Матти (1948—2011) — финский писатель, автор криминальных детективов
- Каллио, Мика (род. 1982) — финский мотогонщик
- Хакулинен, Вейкко (1925—2003) — финский лыжник

## Города-побратимы
- Крагерё, Норвегия[7]
- Сокол, Россия[7]
- Наньчан, Китай[7]
- Мариехамн, Финляндия (Аландские острова)[7]
- Фехельде, Германия[7]
- Хайдусобосло, Венгрия[8]

## Галерея

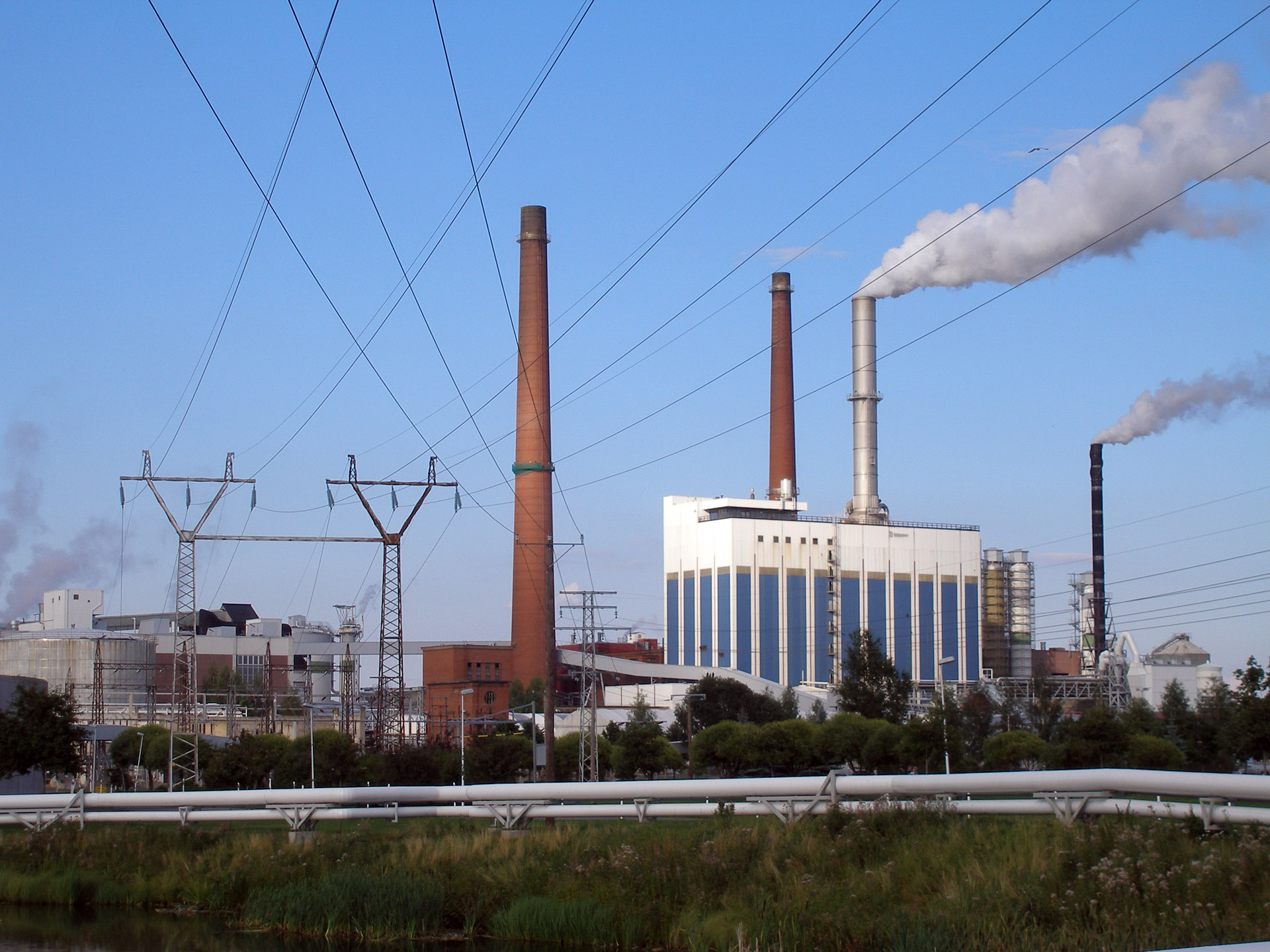
ЦБК в Валкеакоски
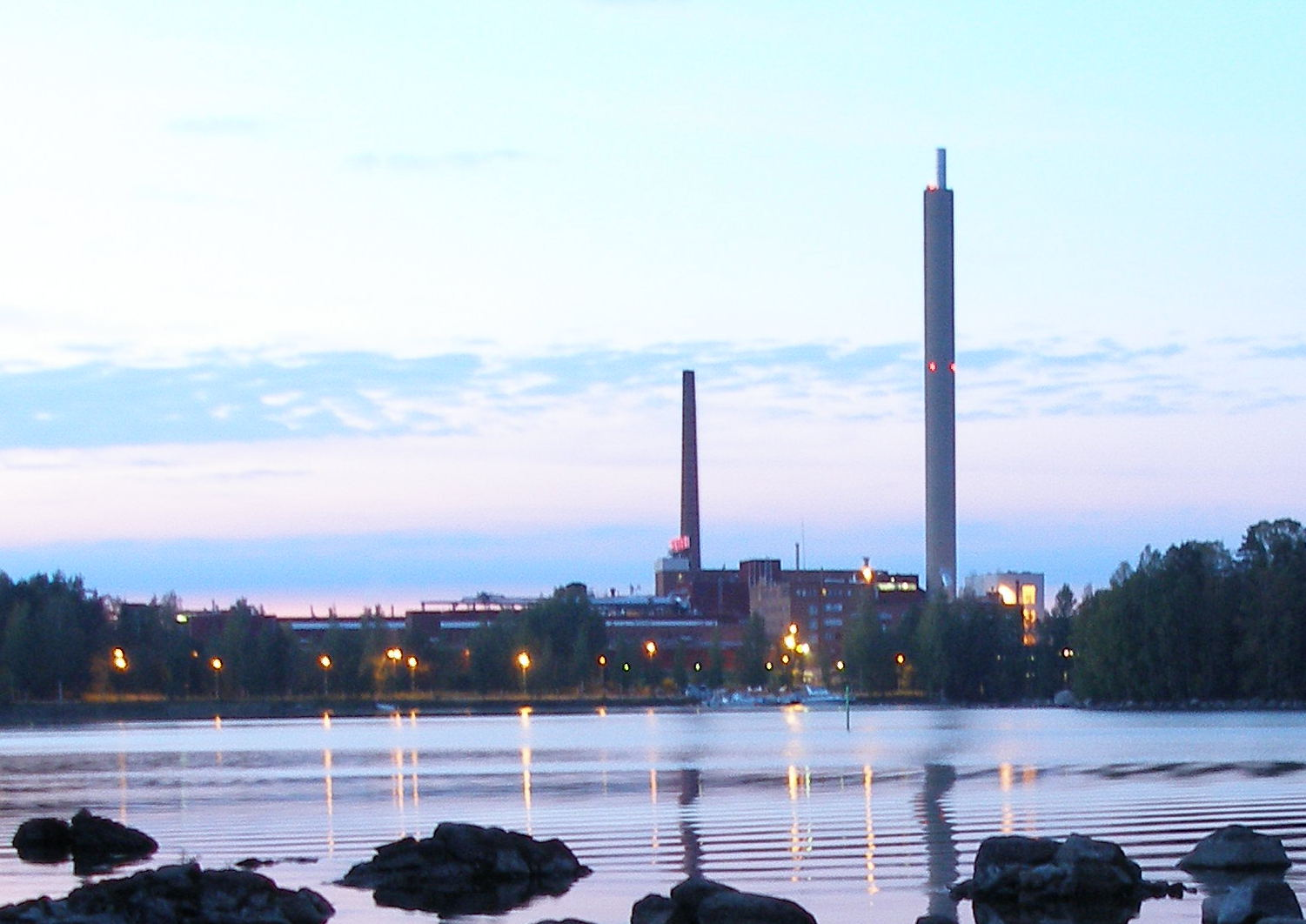
Завод вискозных волокон
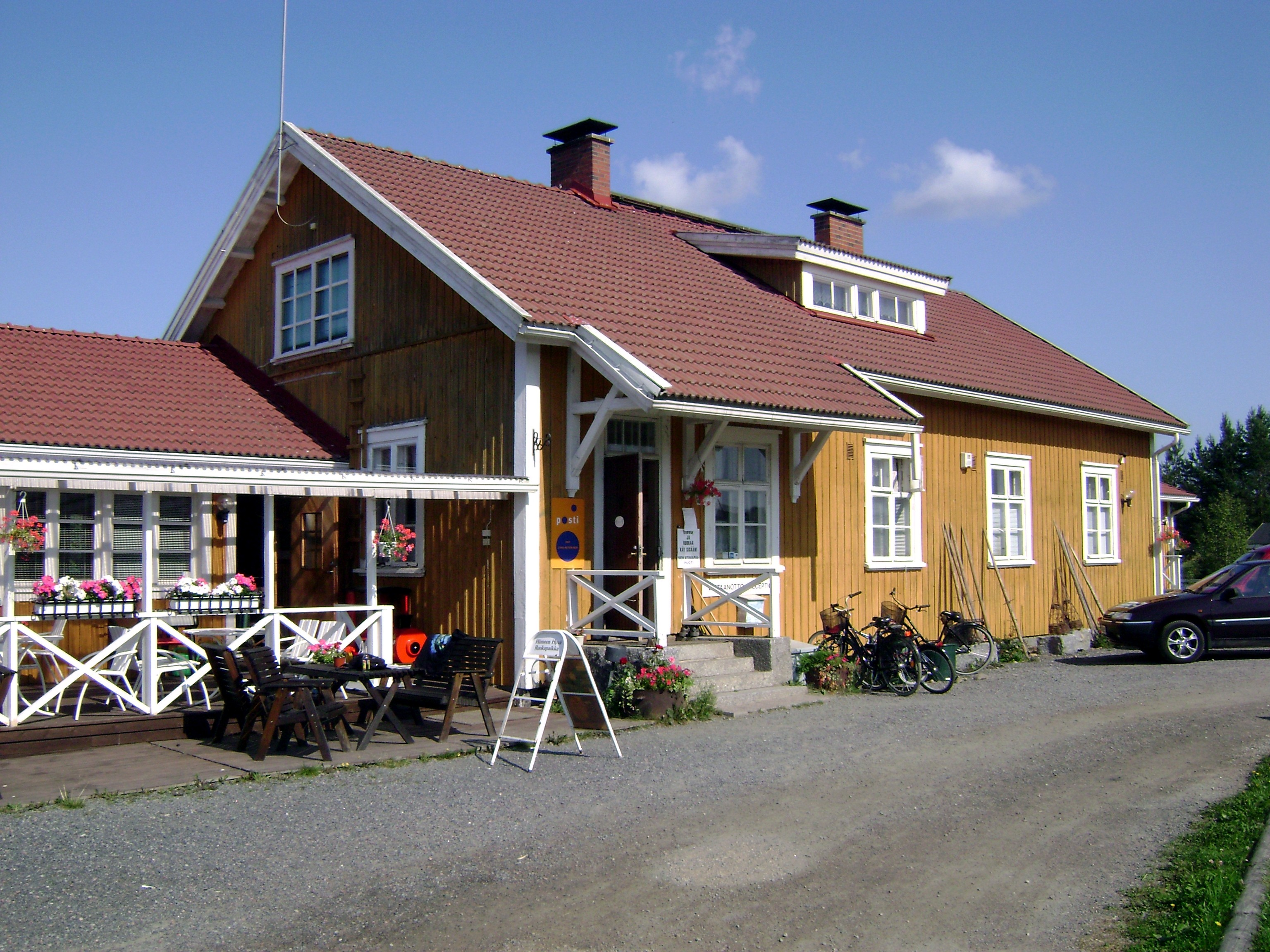
Старая железнодорожная станция Метсяканса